# Viticultura în Brazilia

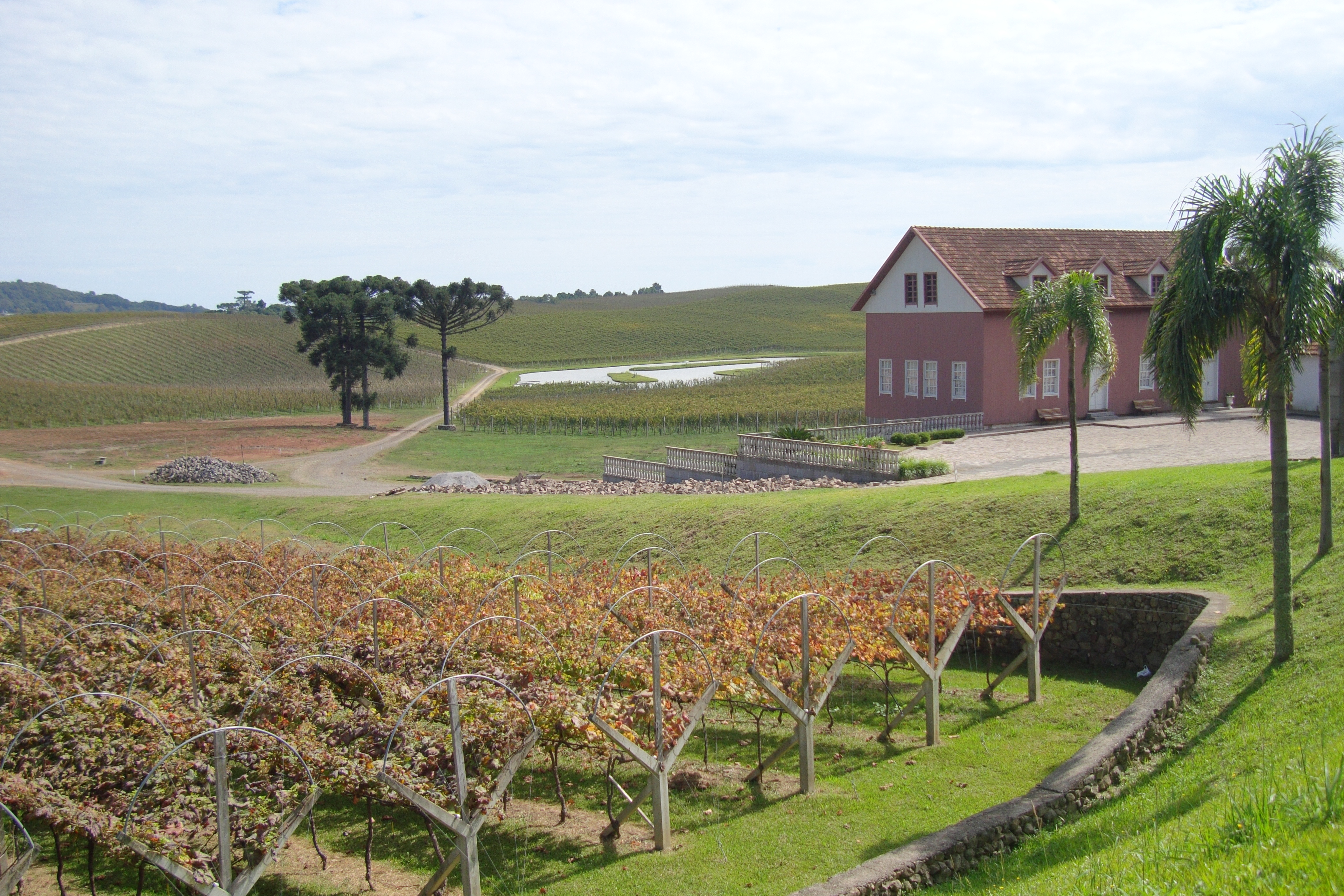
Podgoriile din Flores da Cunha, Rio Grande do Sul

Viticultura a fost introdusă în Brazilia în secolul al șaptesprezecelea odată cu  sosirea coloniștior europeni, portughezi, italieni și germani.
Cu toate că în Brazilia sunt multe plantații vinicole, doar câteva produc vin brazilian. Din cauza poziției ecuatoriale a țării și a climei calde și excesiv de umede, aproape întreg teritoriul este nefavorabil viticulturii. Majoritatea podgoriilor sunt concentrate în sudul țării, departe de ecuator. Plantațiile sunt situate la altitudine ridicată, pe relief deluros din regiunea Serra Gaúcha.
Pe 10 ianuarie 1998, a fost creat Institutul Brazilian al Vinului, cu sediul în Bento Gonçalves (Rio Grande do Sul)

## Istorie
Câteva încercări fără succes de a planta vița de vie au fost făcute de-a lungul secolelor. Primele încercări le aparțin portughezilor, care au încercat în 1532 să planteze vie în statul Sao Paulo. Iezuiții au adus soiuri spaniole în Rio Grande do Sul în 1626, și în sec. XVIII coloniștii din insulele Azore au adus butași din Madeira și Azore. Prima plantare cu succes e considerată plantarea speciei Isabella, pe coasta de sud a Rio Grande, în anul 1840. Spre sfârșitul anilor 1870, coloniștii se stabiliseră deja, și au început exploatările Serra Gaúcha, unde emigranții din Italia au avut cel mai mare succes în creșterea viței de vie.
În anii 1970 s-a dorit o îmbunătățire a calității producției vinicole, și ca urmare câteva companii internaționale au investit în Brazilia, aducând echipament modern.